# Assedio di Tachibana
L'assedio di Tachibana fu una delle tante battaglie combattute per il controllo dell'isola di Kyūshū durante il periodo Sengoku in Giappone.
L'assalto al castello di Tachibana, posseduto dal clan Ōtomo e governato da Hetsugi Akitsura, fu guidato da Mōri Motonari. I Mōri, che erano uno dei pochi clan del periodo Sengoku a fare uso efficace o estensivo dei cannoni, li usarono per assaltare il castello, assalto che finì in una vittoria per i Mōri.